# Chapinería
Chapinería es un municipio y localidad española de la Comunidad de Madrid, perteneciente a la comarca de la Sierra Oeste de Madrid. Cuenta con una población de 2642 habitantes (INE 2024). El granito berroqueño presente en este municipio se encuentra incluso en el núcleo urbano, lo que le da su típico carácter serrano con algunas calles que tienen el pavimento de roca en su estado natural. Chapinería se encuentra a 50 kilómetros del centro de Madrid, unos 40 minutos en automóvil por la autovía M-501.

## Toponimia
De dónde viene el nombre de este municipio es algo que no está claro, parece ser que puede venir del término chapín, calzado que utilizaban las mujeres antiguamente para no mancharse en los caminos de tierra.

## Geografía
Chapinería, al igual que Aldea del Fresno y Colmenar del Arroyo, presenta unas estructuras geomorfológicas de singular interés. Se trata de las Cárcavas del Río Perales, en el límite sur del municipio, y es un fenómeno producido por la erosión intensa de los terrenos con fuerte inclinación. Estas están catalogadas por la Ley 16/95 Forestal y de Protección de la Naturaleza de la Comunidad de Madrid. Casi todo el territorio está ocupado por granitos biotíticos y lehm granítico. Al noroeste destaca la Guija Blanca (736 m) junto al prado del Pozuelo. Al suroeste el territorio es metamórfico y presenta una estrecha banda con materiales de tipo esquistos con alternancia de cuarcitas y pizarras y rocas metamórficas cataclásticas. Al sureste hay rocas terciarias como arcosas pardas "facies de bolos". Entre la zona granítica y el resto de los materiales se encuentra una banda de separación cataclástica (granito cataclástico-esquistos cataclásticos).
En todo el territorio domina el encinar, buena parte del mismo adehesado, acompañado de enebros arborescentes, cornicabra, tomillo, retama, cantueso, aulaga, romero, torvisco, etc. En las zonas húmedas abundan los fresnos y sauces. La magnífica conservación del encinar constituye un hábitat ideal para el águila imperial, águila real, águila perdicera, buitre negro y rapaces nocturnas. Por ello, la Comunidad de Madrid, ha ubicado el Centro de Educación Ambiental la Casa del Águila.
Al suroeste se encuentra el Cerro Casado (629 m), cubierto de encinar claro con presencia puntual de enebros, y al sureste el Cerro Jimón (647 m) presenta en su ladera oriental una masa boscosa mixta de coníferas y frondosas. Ambos cerros están incluidos en la red de vías pecuarias de la Comunidad de Madrid.

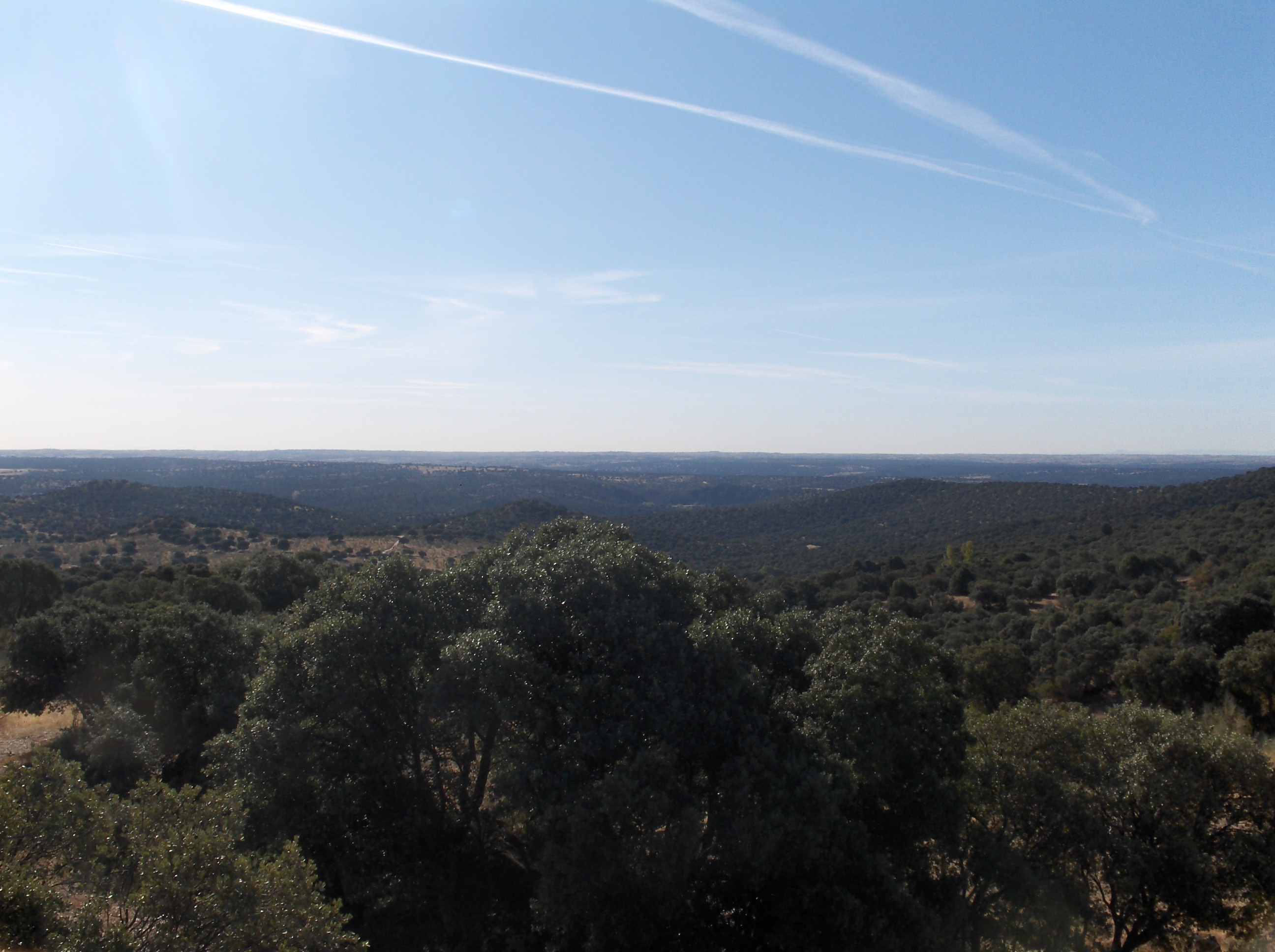
Chapinería ofrece una vistas privilegiadas de los bosques de encinas que rodean el municipio

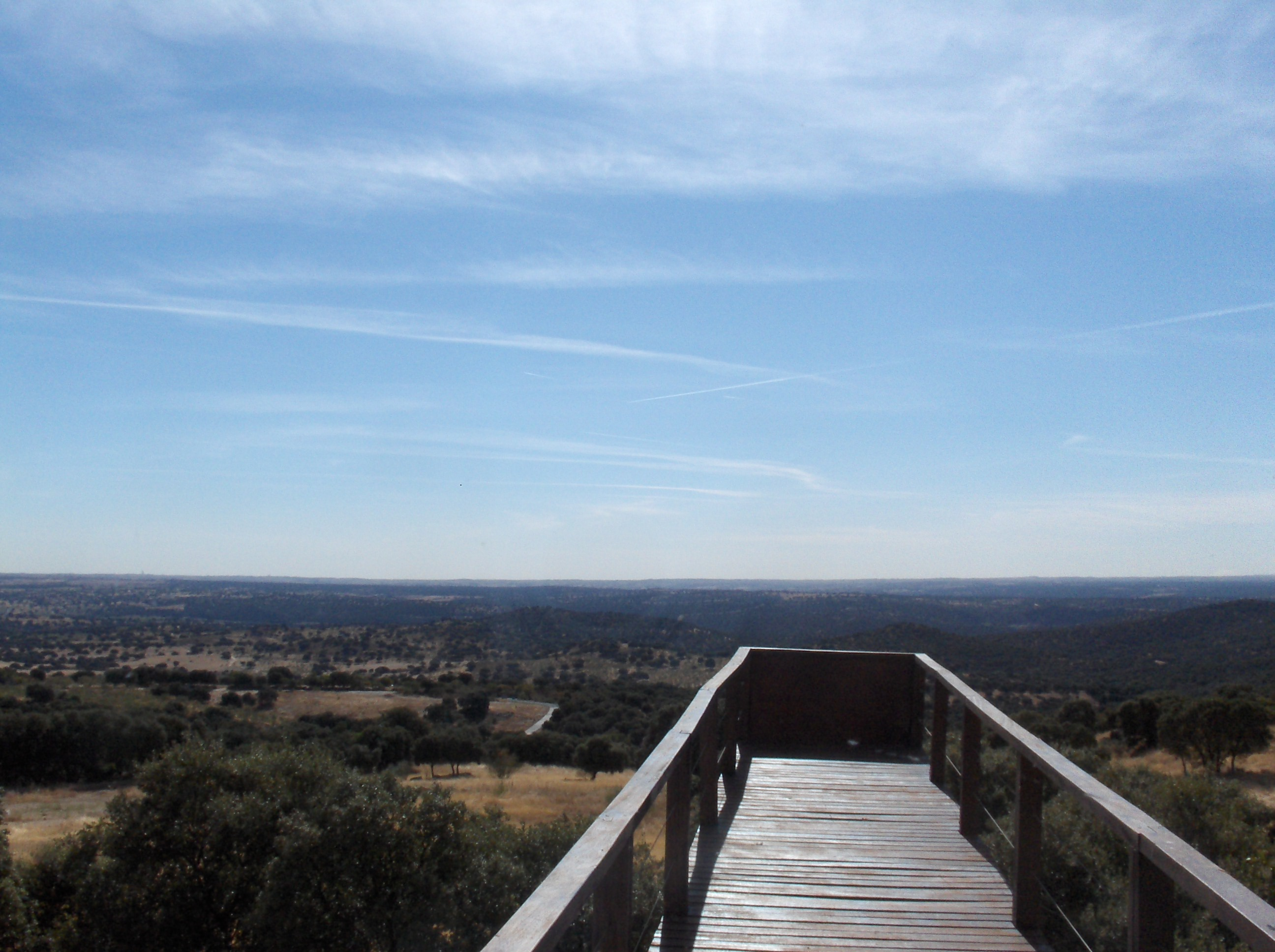
Vista desde el Centro de Educación Ambiental la Casa del Águila

La hidrología está representada por la laguna del Pozairón (ecosistema lacustre) y los arroyos de pequeño caudal arroyo de la Oncalada (por el límite sureste hasta desembocar en el Perales), arroyo de los Ollones o de la Mojonera (vierte al Alberche por Aldea del Fresno), el arroyo de la Boticaria o de la Plata (marca el límite entre Chapinería y Navas del Rey) y el arroyo de las Chorreras. Estos arroyos modelan el terreno en innumerables torrenteras con fuertes desniveles que culminan en las espectaculares cortadas sobre el río Perales, en el límite sureste del municipio. Hay que destacar la existencia de diversos manantiales diseminados por el municipio como Fuente de las Huertas, del Rosnillo, la Zarza, El Terrero, Facurrilla, Becerriles, El Tesoro, Linar del Churro, El Jabalí, Las Praderas, El Quemao, Los García, Apretura y Juan Domínguez así como las numerosas formaciones graníticas que dan lugar a curiosas formaciones geológicas en distintas zonas de Chapinería. Otros parajes de excepcional belleza son el Canto de la Virgen, el Lanchar, el Pozo del Moro, la zona del Jabalí y el Mirador del Águila.
Además de las ruinas del Molino Camarón, en el curso inferior del arroyo de las Chorreras, se conservan las del Molino Cantarranas o de la Mina, al sureste del municipio, justo en la linde con Villamantilla. En el término hay tres vías pecuarias intactas: la Colada de Oncalada, Ollones y Fuente de las Praderas.

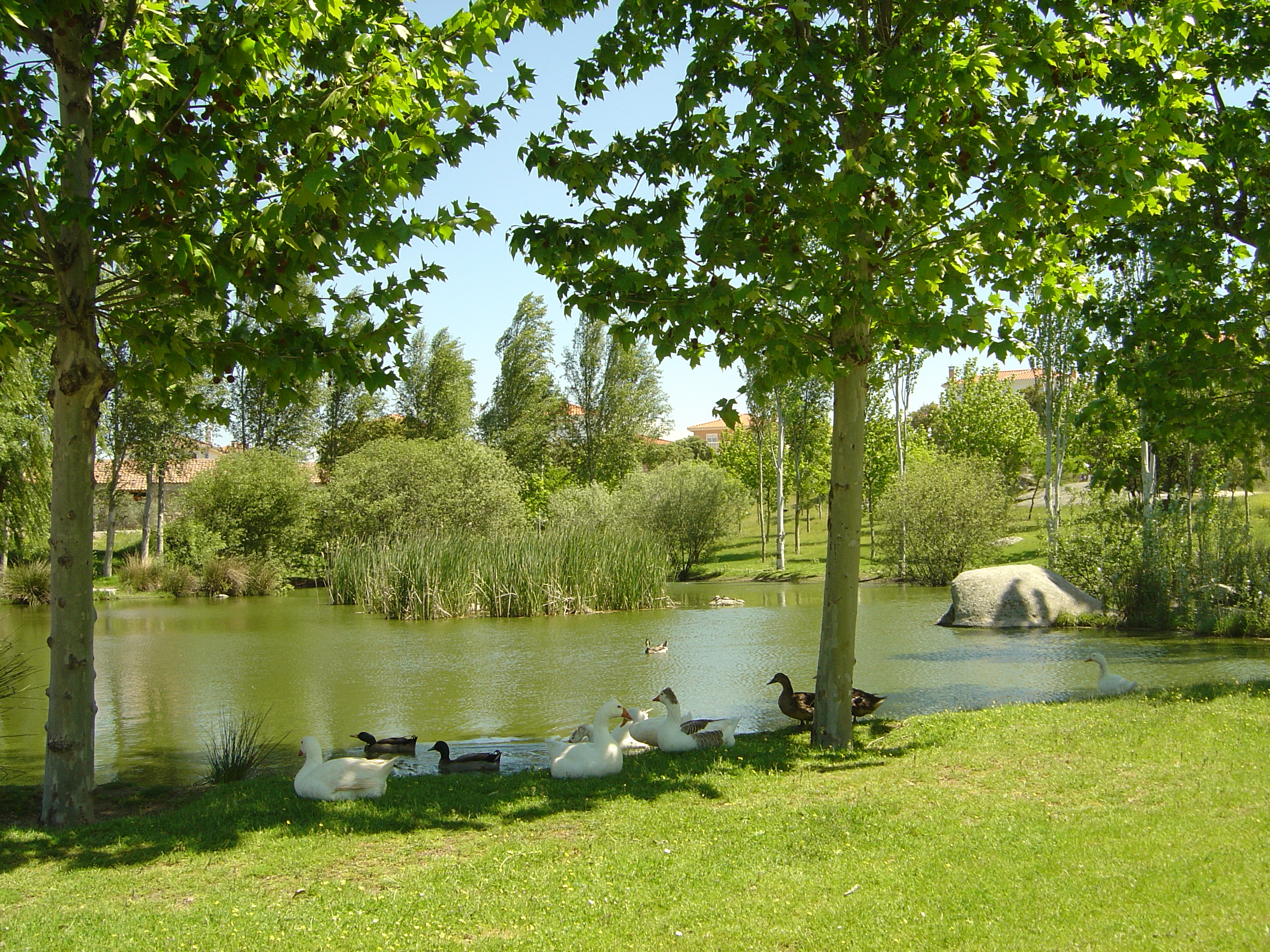
Los jardines de la Laguna del Pozo Airón, en este parque de Chapinería residen algunas aves

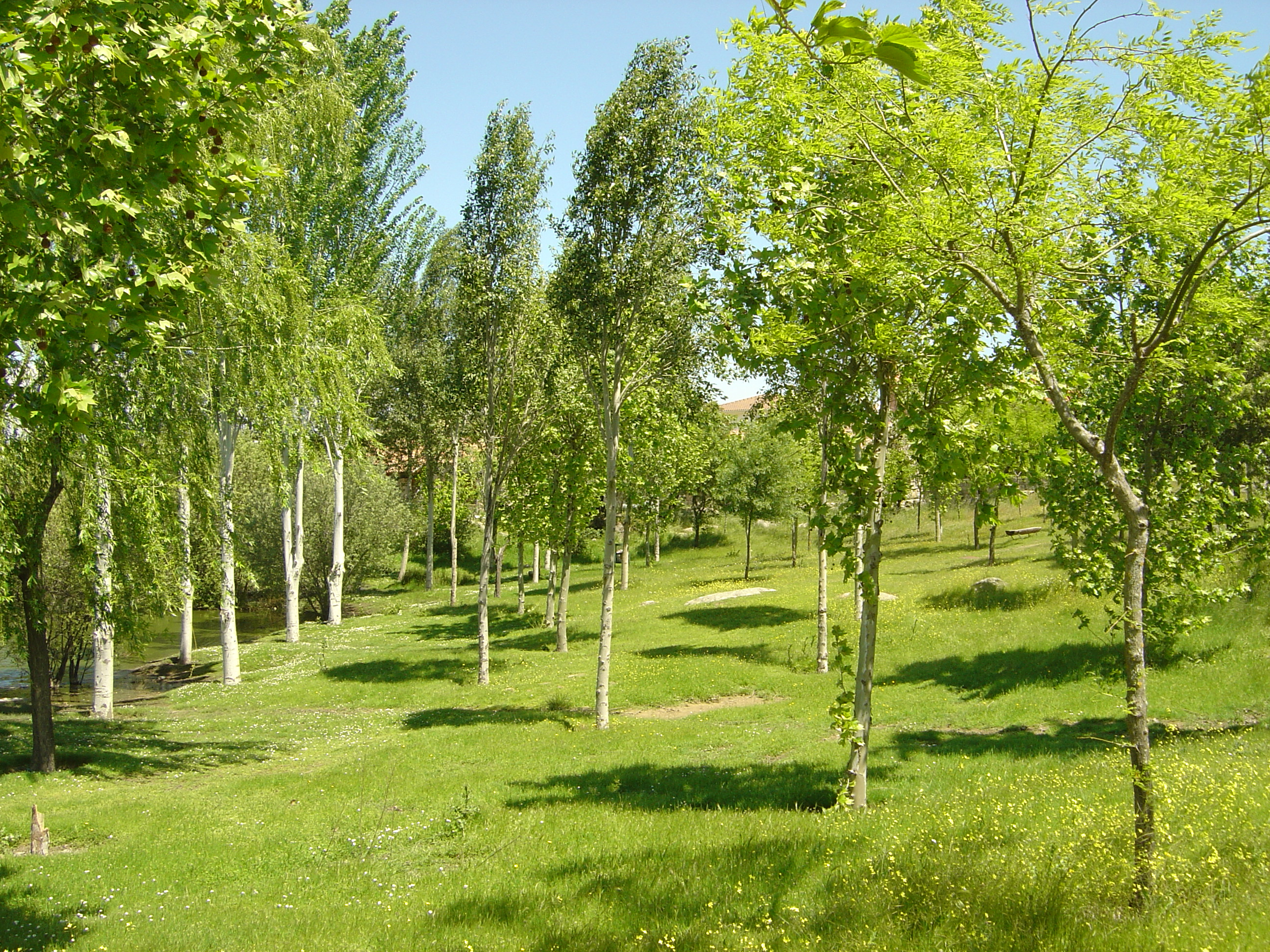
Los jardines de la Laguna del Pozo Airón, parque público de Chapinería

Red hidrológica: arroyo de la Oncalada, arroyo de los Ollones o de la Mojonera, arroyo de la Boticaria o de la Plata, arroyo de las Chorreras, arroyo de los Quemados y la laguna del Pozairón.
Vegetación y usos del suelo: en todo el territorio domina el ecosistema de encinar, buena parte del cual es adehesado. La encina suele ir acompañada de enebros arborescentes, cornicabras, y de un sotobosque de retama, jara, tomillo, cantueso, aulaga, romero, torvisco, etc. En las zonas húmedas son abundantes los fresnos y sauces. Predominan los cultivos de secano sobre los regadíos.
Vías pecuarias: Colada de Oncalada, Colada de Ollones y Fuente de las Praderas y vereda de Colmena

## Historia
Aunque el origen de Chapinería data del siglo XIV cuando se empezaron a buscar lugares para establecer majadas y zonas de pastoreo, se han hallado útiles paleolíticos en las cercanías del arroyo de Los Pilancones y restos de dos aldeas visigodas en el despoblado de Los Becerriles y La Ventilla que indican que hubo pobladores mucho antes de este siglo.
El actual término municipal, perteneciente en el siglo XV a Colmenar del Arroyo, cayó bajo la jurisdicción segoviana y el sexmo de Casarrubios que utilizó estas tierras como zona de pastos para sus ganados. A la aparición de Chapinería contribuyeron el desarrollo de la ganadería, el aumento de la población y el incremento de los intercambios comerciales. Se inició la construcción de casas, la puesta en cultivo de tierras y la expansión de la ganadería. Y muy pronto la explotación forestal y la cantería. Entre 1621 y 1630 compró su privilegio de villazgo, desligándose de Segovia y de Colmenar del Arroyo. Pasó a depender del conde de Villafranca del Gaitán y, posteriormente de los marqueses de Villanueva de la Sagra.
En el siglo XVII llegaron a Chapinería los marqueses de Villanueva de la Sagra. A estos marqueses se debe la construcción del palacio de la Sagra como residencia de caza, recientemente restaurado como Casa de Oficios por el Ayuntamiento. Chapinería se independizó en 1627 de Segovia, separándose del término de Colmenar del Arroyo, consiguiendo el título de Villa en el año 1630.
En 1833 Chapinería pasó oficialmente a formar parte de la provincia de Madrid en el partido judicial de Navalcarnero aunque siguió ligado al sexmo de Casarrubios. Como consecuencia de la ley de Desamortización en 1855 una parte importante de los prados y dehesas pasaron a ser administradas por los vecinos del pueblo.
Chapinería y San Bartolomé de Pinares en Ávila comparten el título de patria chica del famoso héroe de Cascorro, Eloy Gonzalo. La mayor parte de su vida civil la pasó en Chapinería de donde salió para cumplir el servicio militar, marchando en 1896 a la guerra de Cuba, donde se distinguió por su heroísmo. Igual que Madrid, Chapinería rindió homenaje al héroe de Cascorro levantando una estatua, en la plaza, en 1935. Durante el siglo XX, Chapinería ha mantenido las actividades tradicionales (ganadería, explotación forestal y caza, cantería, etc.). En los años 80 el auge de la residencia secundaria y el crecimiento de Madrid la han llevado a un espectacular crecimiento de la población, hoy ya como residencia principal de muchas personas que trabajan en Madrid y sus alrededores directos.

## Demografía
Cuenta con una población de 2642 habitantes (INE 2024).
| Gráfica de evolución demográfica de Chapinería entre 1842 y 2021                                                      |
| |
| Población de derecho según los censos de población del INE. Población de hecho según los censos de población del INE. |

| 907                        | 1245 | 1439 | 1726 | 1907 | 1939 |
| (Fuente: [cita requerida]) |      |      |      |      |      |

## Transporte público
Tan sólo una línea de autobús presta servicio a este municipio. Dicha línea conecta Chapinería con los pueblos de la zona, con dos municipios de Ávila y tiene la cabecera en el Intercambiador de Príncipe Pío.
| Línea | Recorrido                                                                   |
| ----- | --------------------------------------------------------------------------- |
| 551   | Madrid (Príncipe Pío) - San Martín de Valdeiglesias - El Tiemblo / Cebreros |

## Servicios

### Educación

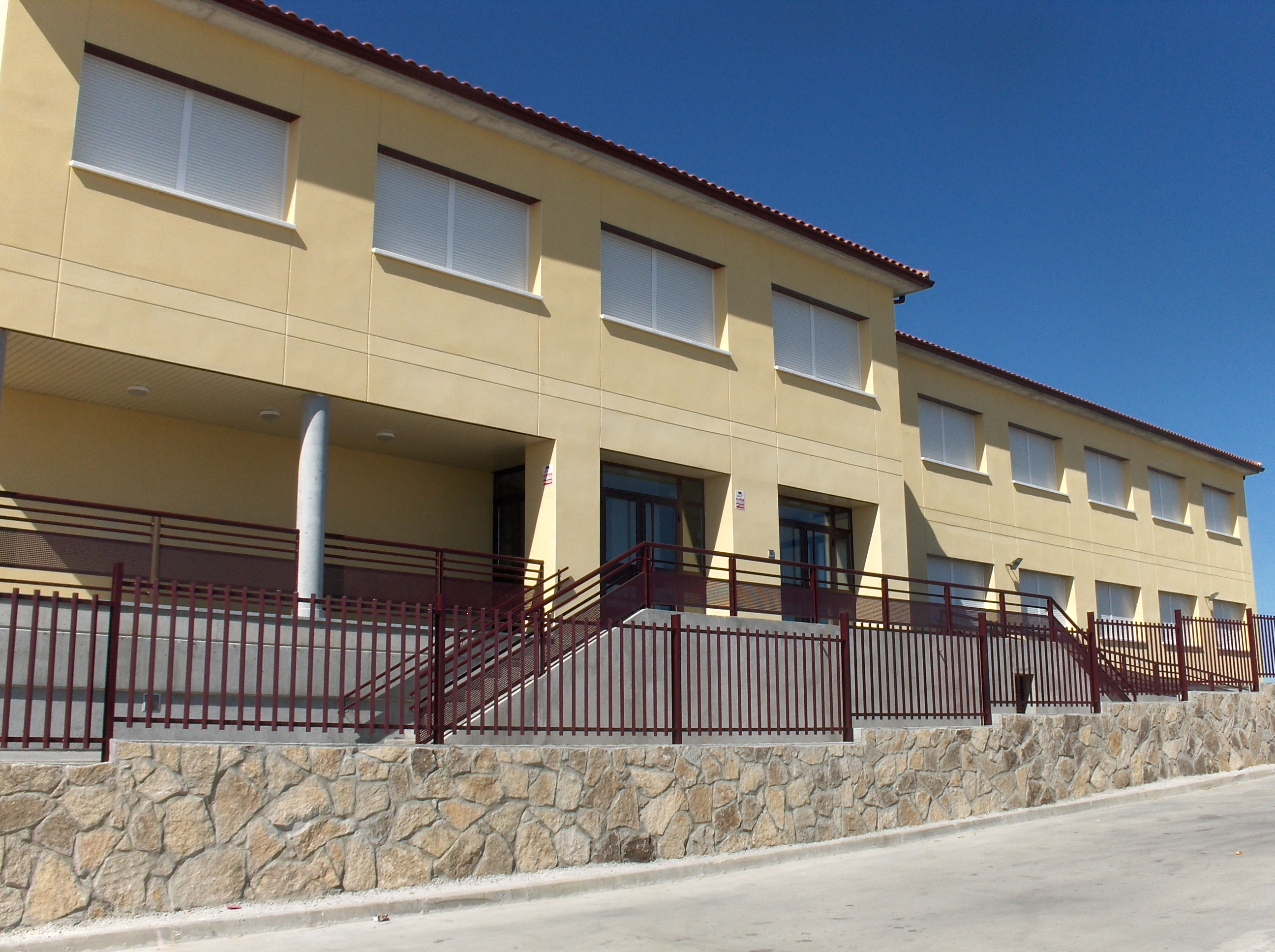
Santo Ángel de la Guarda, colegio público (infantil y primaria)

Chapinería cuenta con un centro de Primer Ciclo de Educación Infantil y un Centro de Segundo Ciclo de Educación Infantil, Primaria y Secundaria, ambos públicos. También con un centro privado de Segundo Ciclo de Educación Infantil y Primaria.
- Casa de Niños Sol y Luna
- C.E.I.P.S.O. Santo Ángel de la Guarda
- CEIP Alavida

## Cultura

### Patrimonio
- Iglesia parroquial de la Purísima Concepción, siglo XVII. La construcción de la Iglesia se realizó durante el reinado de Felipe II en estilo herreriano, sobrio y austero. Tiene muros de granito con sillares lisos. Destaca la torre del campanario, posterior al resto del templo (en la cornisa figura 1670), que se eleva sobre la iglesia y se encuentra cubierta con pizarra.

El interior es de planta rectangular y una sola nave. Tiene una pequeña sacristía lateral. En la última reforma el coro se retranqueó quedando exentas las columnas. En la cabecera encontramos el retablo mayor del siglo XVIII de estilo churrigueresco. La imagen central es más antigua que el retablo posiblemente del XVI y dedicada a la Concepción.

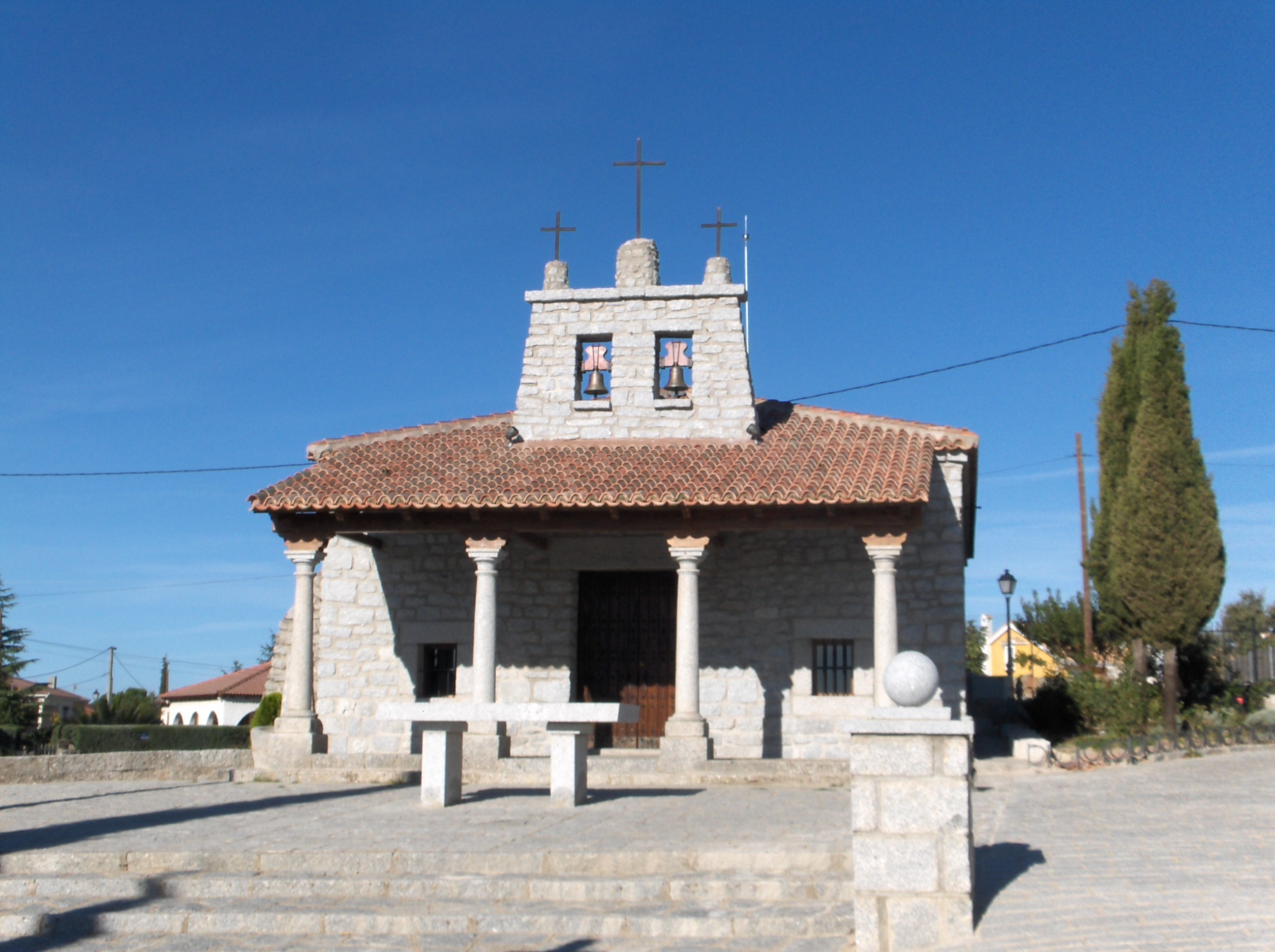
Ermita del Santo Ángel de la Guarda, en fotografía tomada posterior a las obras de mejora realizadas en agosto y septiembre de 2008

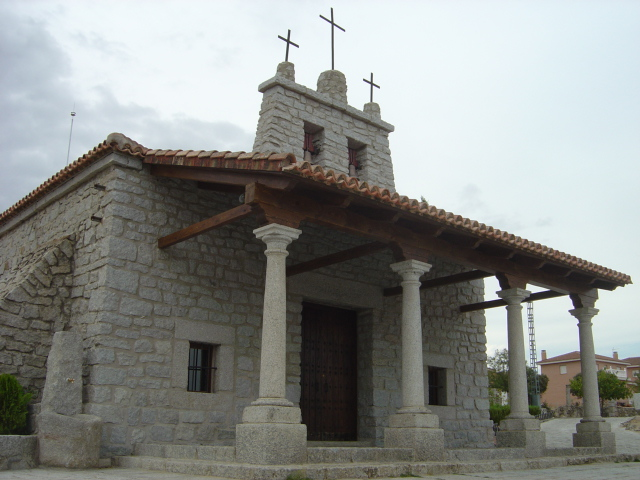
Ermita del Santo Ángel de la Guarda, en fotografía tomada posterior a las obras de mejora realizadas en agosto y septiembre de 2008

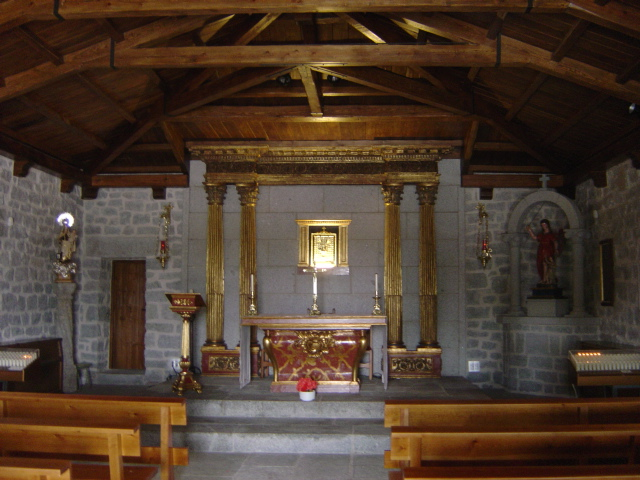
Interior de la Ermita del Santo Ángel de la Guarda

- Ermita del Santo Ángel de la Guarda. Está situada al borde del camino real. Está edificada sin cimientos sobre una lancha de granito. Tiene un pequeño pórtico sobre cuatro sobrias columnas y un templete de buena sillería con dos campanas. El interior es una nave, toda de piedra granítica incluido el altar mayor de piedra desnuda sin ornamentación adicional. Tiene un retablo renacentista y alberga la imagen del Santo Ángel de la Guarda, patrón menor del municipio y muy querido en el pueblo.

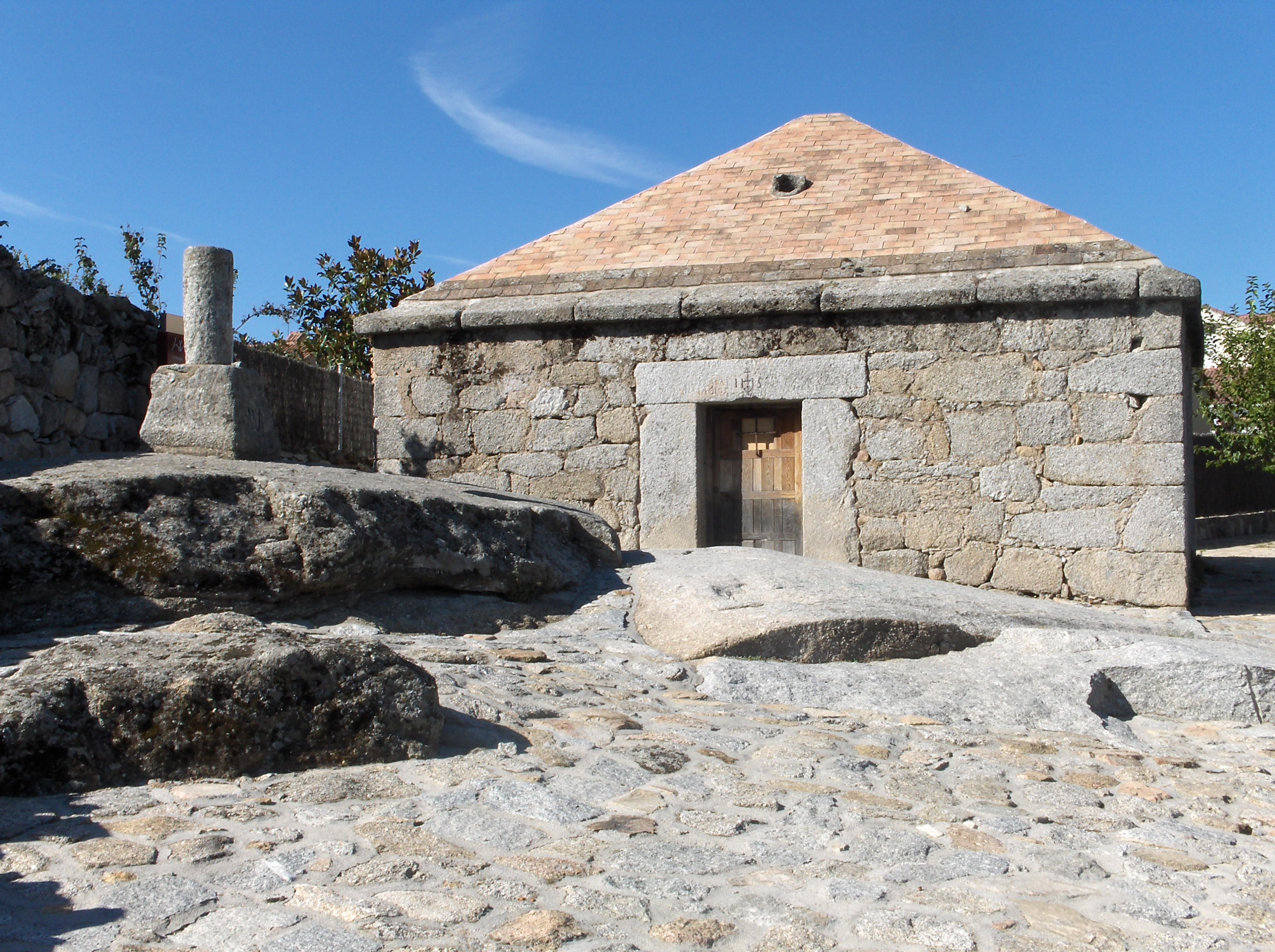
El Bombo, antiguo refugio de caminantes de 1750

- El Bombo, antiguo refugio de caminantes de 1750. Se construyó en el camino real de Madrid a San Martín de Valdeiglesias con el fin de cobijar a pobres y caminantes. Es una construcción de piedra con muros recios y planta cuadrada que data del siglo XVIII (en 1788 ya existía según Las Relaciones de Lorenzana).

La cubierta del interior es una bóveda de ladrillo y piedra sujeta sobre una especie de pechinas (transición entre la planta cuadrada y la cúpula) y con cinco chimeneas. Es un espacio pequeño, sin más vano que la entrada adintelada.
- Vía Crucis, siglo XVIII. Es de protección integral. Es del siglo XVIII, consta de trece cruces y el calvario. Se inicia en la Iglesia, en la Plaza del Palacio, y discurre por la calle Hospital, en el camino de la ermita hasta llegar al calvario. En este escenario se celebra una representación viviente de la pasión de Cristo protagonizada por los vecinos del pueblo.

- Palacio del Marquesado de Villanueva de la Sagra, siglo XVII. Chapinería como otros pueblos de alrededor sufrió un proceso de señorialización en el siglo XVII. La puerta del palacio de los marqueses de Villanueva de la Sagra se encuentra adintelada con dovelas y con remate triangular. Su planta original está formada por dos cuadrados que comparten uno de sus lados situándose en el primero el edificio residencial y en el segundo un patio porticado. El patio cuadrado tiene una galería con cubierta de madera y con columnas toscanas de granito, de las que salen las dependencias. El Palacio es un centro de dinamización turística, con museo etnográfico, CAPI y biblioteca. En los exteriores de este palacio se ruedan y han rodado varias escenas de la serie de Televisión Española: Dos Vidas. En esta serie al palacio se le conoce como el hotel de Tirso y a Chapinería se le conoce como Robledillo de la Sierra (pueblo ficticio)

- Estatua-homenaje a Eloy Gonzalo García, de 1935. Adoptado por un matrimonio destinado aquí como guardia civil, Chapinería es la patria chica de Eloy Gonzalo García "Cascorro". Voluntario en la guerra de Cuba, es cercado junto con 170 soldados españoles en el poblado de Cascorro, se provee de una lata de petróleo y una antorcha improvisada. En la oscuridad de la noche se introduce en las líneas enemigas, les rocía con petróleo y prende fuego. Al mismo tiempo se produce un contraataque por el resto del regimiento derrotando a los cubanos que huyen desordenadamente.

Actualmente es lugar de encuentro de los vecinos. Aquí se encuentra la antigua casa cuartel de la guardia civil.
- Puerta de Arnilla y muro de piedra de la calle Confites del siglo XVIII.

Casas antiguas, calles Clavel y Prudencio Melo o plaza de la Constitución.

### Fiestas y tradiciones
El primer domingo de marzo se celebran las fiestas del Santo Ángel de la Guarda. El sábado se lleva al Santo desde su ermita hasta la Iglesia; el domingo hay misa y procesión por las calles principales del pueblo y por la tarde se vuelve a llevar al Santo hasta la ermita. Al día siguiente, el lunes, se celebra el Ángel Chico y se realiza una misa en la ermita, que antiguamente era para los niños y en la actualidad está destinada a todos los vecinos y visitantes.
En Semana Santa. Procesiones del Silencio y del Habeas Corpus. En Semana Santa podemos ver una representación teatral del Vía Crucis, el Viernes Santo por la mañana. Por la noche se realiza una procesión, en la que las mujeres van vestidas con mantillas. Este acto va acompañado por la Banda de Cornetas y Tambores de Chapinería.
El primer fin de semana de octubre. Fiestas patronales, en honor a Nuestra Señora del Rosario. Comienzan el viernes y tienen una duración de seis días. Comienzan el viernes y tienen una duración de seis días. El primer día se realiza un concurso de disfraces y carrozas. Al día siguiente hay concursos, juegos infantiles y mercado de artesanía por la mañana. Por la tarde se realizan rutas en bicicleta y karaoke. A las 24:00 tienen lugar los fuegos artificiales y el pregón de fiestas, así como la elección de mises. A la mañana siguiente el pueblo se despierta con la diana floreada a cargo de la Banda de Tambores y Cornetas de Chapinería, después hay misa en honor a la Virgen y procesión. Los dos días siguientes, por la mañana, hay embarque de reses y encierro. Por la tarde tiene lugar la novillada, uno de los días con picadores. El último día se realiza la comida de confraternización y la suelta de reses. Los festejos están amenizados todas las noches con diferentes orquestas. 
En el puente de la Constitución se pone el tradicional Álamo en la plaza del pueblo.
El 31 de diciembre se celebra la tradicional Hoguera de los Quintos en la que los cazadores del pueblo salen de caza por la mañana y comen en el campo. Por la tarde, se coloca una gran hoguera, en la plaza del pueblo, cuya madera proviene de la Dehesa Vecinal, que a las 24:00 se prende después de las campanadas.
También tiene lugar, coincidiendo con las dos fiestas patronales en marzo y octubre el Mercado de Artesanía en el que se realizan diversas exposiciones.